# Hołcyna (potok)
Hołcyna (też: Hałcyna, dawniej na mapach w 1879 jako Holczina lub w 1928 jako Holczyna) – potok, lewobrzeżny, drugi co do długości dopływ Brennicy o długości 6,02 km i średnim spadku 6,0%. 
Płynie w Beskidzie Śląskim, na terenie Brennej. Źródła potoku znajdują się na zachodnich stokach Grabowej, na wysokości ok. 800 m n.p.m. Spływa w kierunku północnym głęboką doliną, wciętą między grzbiet Starego Gronia (na zachodzie) a Kotarza (na wschodzie) i wpada do Brennicy koło kościoła w centrum Brennej. W dolnym biegu potoku niewielka zapora wodna, tworząca zalew, wykorzystywany w sezonie letnim w celach rekreacyjnych (kajaki, rowery wodne).
W dolnej części doliny Hołcyny i na otaczających ją stokach rozłożyły się zabudowania przysiółka Brennej – Hołcyny. Wzdłuż dolnego biegu Hołcyny wiedzie znakowany kolorem niebieskim szlak turystyczny z Brennej na Kotarz.